# Wapen van Moordrecht

Wapen van Moordrecht

Het wapen van Moordrecht werd op 24 juli 1816 bij besluit van de Hoge Raad van Adel aan de gemeente Moordrecht in gebruik bevestigd. Op 1 januari 2010 werd Moordrecht onderdeel van de nieuwe gemeente Zuidplas. Het wapen van Moordrecht is daardoor komen te vervallen. In het wapen van Zuidplas is het wapen van Moordrecht in het tweede kwartier overgenomen.

## Blazoenering
De blazoenering van het wapen luidde als volgt:
Van keel beladen met een achtpuntige star van zilver.
De heraldische kleuren in het wapen zijn keel (rood) en zilver (wit). Het schild is gedekt met een oude Franse markiezenkroon.

## Geschiedenis
Het wapen is afgeleid van het geslacht Van Kralingen. Bertha van Moordrecht uit dit geslacht voerde de naam Van Moordrecht in 1304.

## Verwante wapens

Het wapen van Kralingen
Het wapen van Nieuwveen
Het wapen van Zuidplas